# کلیسای رهایی‌بخش
کلیسای ایل ردنتوره (به ایتالیایی: Il Redentore) به معنای کلیسای رهایی‌بخش نام کلیسایی در ونیز ایتالیا است. نام کامل این کلیسا Chiesa del Santissimo Redentore است و معنای آن کلیسای قدیس رهایی‌بخش است.
کلیسای ایل ردنتوره در جزیرهٔ جودیکا که یکی از بخش‌های شهر ونیز در شمال ایتالیا است، توسط آندره پالادیو طراحی و ساخته شده است.

## تاریخچه
این کلیسا به منظور شکرگزاری به درگاه خداوند از نجات شهر ونیز از طاعون سال‌های ۱۵۷۵ و ۱۵۷۶ ساخته شد. سنگ‌بنای این کلیسای بزرگ در روز سوم ماه مه سال ۱۵۷۷ گذاشته شد و در سال ۱۵۹۲، پس از اتمام مراحل ساخت آن و دوازده سال پس از فوت طراح آن، آندره پالادیو، وقف شد.